# Castilleja meridensis
Castilleja meridensis är en snyltrotsväxtart som beskrevs av Francis Whittier Pennell. Castilleja meridensis ingår i släktet målarborstar, och familjen snyltrotsväxter. Inga underarter finns listade i Catalogue of Life.